# IRTレキシントン・アベニュー線
IRTレキシントン・アベニュー線 (IRT Lexington Avenue Line) 、イースト・サイド線あるいはレキシントン・アベニュー-4番街線とも呼ばれる路線はニューヨーク市地下鉄Aディビジョンに属する地下鉄路線で、ロウアー・マンハッタンから北へイースト・ハーレムの125丁目駅まで通じている。
ロウアー・マンハッタンとミッドタウンを走る区間は、ニューヨーク最初の地下鉄路線の一部であった。4、5、6系統の列車が運行している。
レキシントン・アベニュー線は、何十年にもわたってマンハッタンで直接アッパー・イースト・サイドやミッドタウンの東側へ行ける唯一の路線であった。路線は複々線で、アメリカ合衆国でもっとも利用者の多い都市鉄道路線である。1日平均130万人の利用者がおり、これはサンフランシスコのバート（平日452,600人）、シカゴのシカゴ・L（平日772,900人）、ボストンのマサチューセッツ湾交通局（569,200人）などの各都市鉄道の1都市合計の利用者数より多い。2007年には、ワシントンメトロ全体の利用者も上回り、このことも一因となって、レキシントン・アベニュー線の混雑緩和のために並行するIND2番街線の建設にこの年着手することになった。
この路線では4駅が廃止となっている。10両編成対応のためにプラットホームの延長工事をした際に、これらの駅を廃止して、隣接駅に新しい出入口を設ける方が有益であると判断された。18丁目駅は、14丁目-ユニオン・スクエア駅と23丁目駅と近いために廃止された。これに加えて、シティ・ホール駅とワース・ストリート駅はどちらも、ブルックリン・ブリッジ-シティ・ホール駅のブルックリン・ブリッジ出口およびドュエイン・ストリート出口にとても近かったために廃止となった。そしてサウス・フェリー駅はボウリング・グリーン駅まで歩いていける距離にあり、またIRTブロードウェイ-7番街線のサウス・フェリー駅に隣接してもいたことから廃止となった。

## 運行系統と範囲
レキシントン・アベニュー線で運行される系統は緑色で示されている。以下の系統が、IRTレキシントン・アベニュー線の一部または全区間を走行する。
|                       | 時間帯 | 時間帯   | 時間帯           | 時間帯   | 時間帯   | 区間                                                                                     |
| ラッシュ時 および日中 | 夜間   | 平日深夜 | 週末（深夜以外） | 週末深夜 |          | 区間                                                                                     |
| --------------------- | ------ | -------- | ---------------- | -------- | -------- | ---------------------------------------------------------------------------------------- |
|                       | 急行   | 急行     | 各停             | 急行     | 各停     | 全線                                                                                     |
|                       | 急行   | 急行     | 運行なし         | 急行     | 運行なし | 全線（ラッシュ時・日中・週末） ボウリング・グリーン以北（平日夜間） 運行なし（平日深夜） |
|                       | 各停   | 各停     | 各停             | 各停     | 各停     | ブルックリン・ブリッジ-シティ・ホール駅以北                                              |
|                       | 各停   | 運行なし | 運行なし         | 運行なし | 運行なし | ブルックリン・ブリッジ-シティ・ホール駅以北                                              |

レキシントン・アベニュー線は、ロウアー・マンハッタンにある、廃止となったサウス・フェリー駅の内側のループ線から始まる。駅の北側で、ブルックリン方面からジョレールモン・ストリート・トンネルを通って来た線路と合流し、急行線となる。この線路はブロードウェイとパーク・ロウの下を通ってセンター・ストリートへ向かう。センター・ストリートの南側の終わり、ニューヨーク市庁舎の直下に、廃止となったシティ・ホール駅とその終端ループ線があり、ここが当初のIRTの地下鉄路線の南側の終点であった。この終端ループ線は、今も6系統の列車の折り返しに用いられている。この終端ループ線につながっているレキシントン・アベニュー線の緩行線が下層から上がってきて、ブルックリン・ブリッジ-シティ・ホール駅のすぐ南側で急行線と並ぶ。
ブルックリン・ブリッジ-シティ・ホール駅からは、北に42丁目まで、センター・ストリート、ラファイエット・ストリート、4番街そしてパーク・アベニューの下を複々線の線路で続く。42丁目で、メトロノース鉄道のグランド・セントラル駅にあるパーク・アベニュートンネルのために、レキシントン・アベニュー線は少し東側のレキシントン・アベニューへとずれる。グランド・セントラル-42丁目駅は、パーク・アベニューからレキシントン・アベニューにかけて斜めに位置している。グランド・セントラル駅のすぐ南側では、単線非営業の連絡線が42丁目シャトルとレキシントン・アベニュー線の南行緩行線をつないでおり、これはIRTが最初に建設した地下鉄路線の一部である。
レキシントン街の下を、緩行線が上層、急行線が下層の2層構造で北へ続き、96丁目駅北側から116丁目駅南側の間では再び複々線が平面に並ぶ。125丁目駅では再び2層構造となるが、ここでは上層が北行、下層が南行となる。これはレキシントン・アベニューの幅が狭く、複々線を平面に並べることができないためである。
ここより北で路線は複々線のレキシントン・アベニュー・トンネルでハーレム川をくぐってブロンクス区に入り、西側の2本の線路が4系統・5系統のIRTジェローム・アベニュー線となり、東側の2本の線路が6系統のIRTペラム線となる。

## 歴史

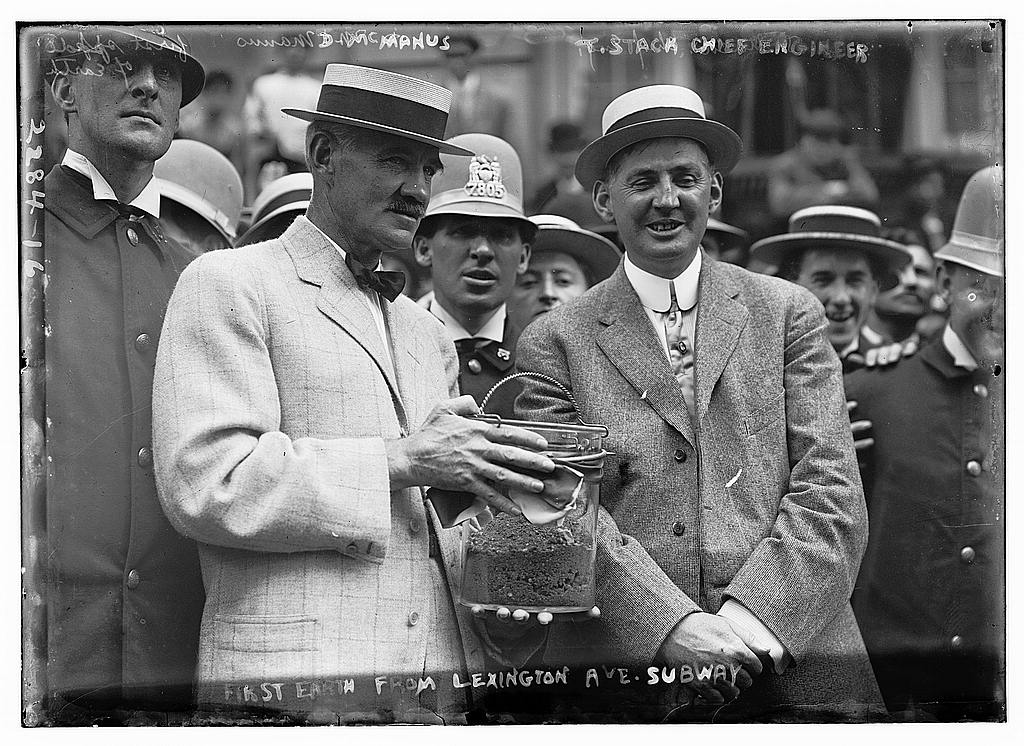
レキシントン・アベニュー線の工事で最初に掘り出された土砂、1913年

### 当初の地下鉄
最初のIRTの路線は、1900年に着工された。1902年に建設中に爆発事故が発生し、路線の上にある建物に大きな被害が出た。レキシントン・アベニュー線のうち、シティ・ホール駅から42丁目のすぐ南側までの区間は、このIRT最初の路線の一部で、1904年10月27日に開通した。1905年1月16日の深夜0時1分には、フルトン・ストリート駅までの0.3マイル（約0.48キロメートル）の延長が完成した。この時点では、北行のプラットホームのみが供用された。さらに次のウォール・ストリート駅と、フルトン・ストリート駅の南行プラットホームは、ともに1905年6月12日に開業した。
サウス・フェリー駅までの延長工事が完成して最初の営業列車がサウス・フェリー駅を発車したのは1905年7月9日23時59分のことで、IRTホワイト・プレーンズ・ロード線のウェスト・ファームズへの延長はこのすぐ後であった。ジョレールモン・ストリート・トンネルを抜けて最初の列車がブルックリンに入ったのは1908年1月9日の深夜12時45分頃であった。

### デュアル・コントラクト
42丁目以北への延長に関する当初計画では、この路線を南へ伸ばしてアーヴィング・プレイスを通り9丁目とブロードウェイの交差点付近から現在のBMTブロードウェイ線へと通じることになっていた。26丁目から40丁目までの第6区間を含む建設契約が1911年7月21日に結ばれたが、この時点でIRTは交渉から撤退しており、ブルックリン・ラピッド・トランジットがレキシントン・アベニューに沿う路線を運営することになっていた。IRTは1912年2月27日に、後にデュアル・コントラクトの一部となる提案を行い、まもなく第6区間の工事は中断された。
路線の残りの区間となる、北へ125丁目までの区間は、1918年7月17日に開通した。しかし1918年8月1日夜までは、42丁目駅とIRTジェローム・アベニュー線の167丁目駅（そこで高架鉄道のIRT9番街線からの連絡線が合流していた）までの間で緩行線のみを使ったシャトル運転を行っていた。8月1日から運行系統が変わり、レキシントン・アベニュー線が直通運転をするようになった。この時点でIRTブロードウェイ-7番街線もシャトル運転から切り替わり、42丁目シャトルがかつての連絡していた線路を使って形成され、両者を結ぶようになった。路線網の形から、"Hシステム"と呼ばれた。IRTペラム線の最初の区間もこの日3番街-138丁目駅まで開通した。レキシントン・アベニュー線がグランド・セントラル駅以北に開通したことで、パーク・アベニュー、マディソン・アベニュー、レキシントン・アベニューに高価格の集合住宅が建設されるようになった。

### 改良

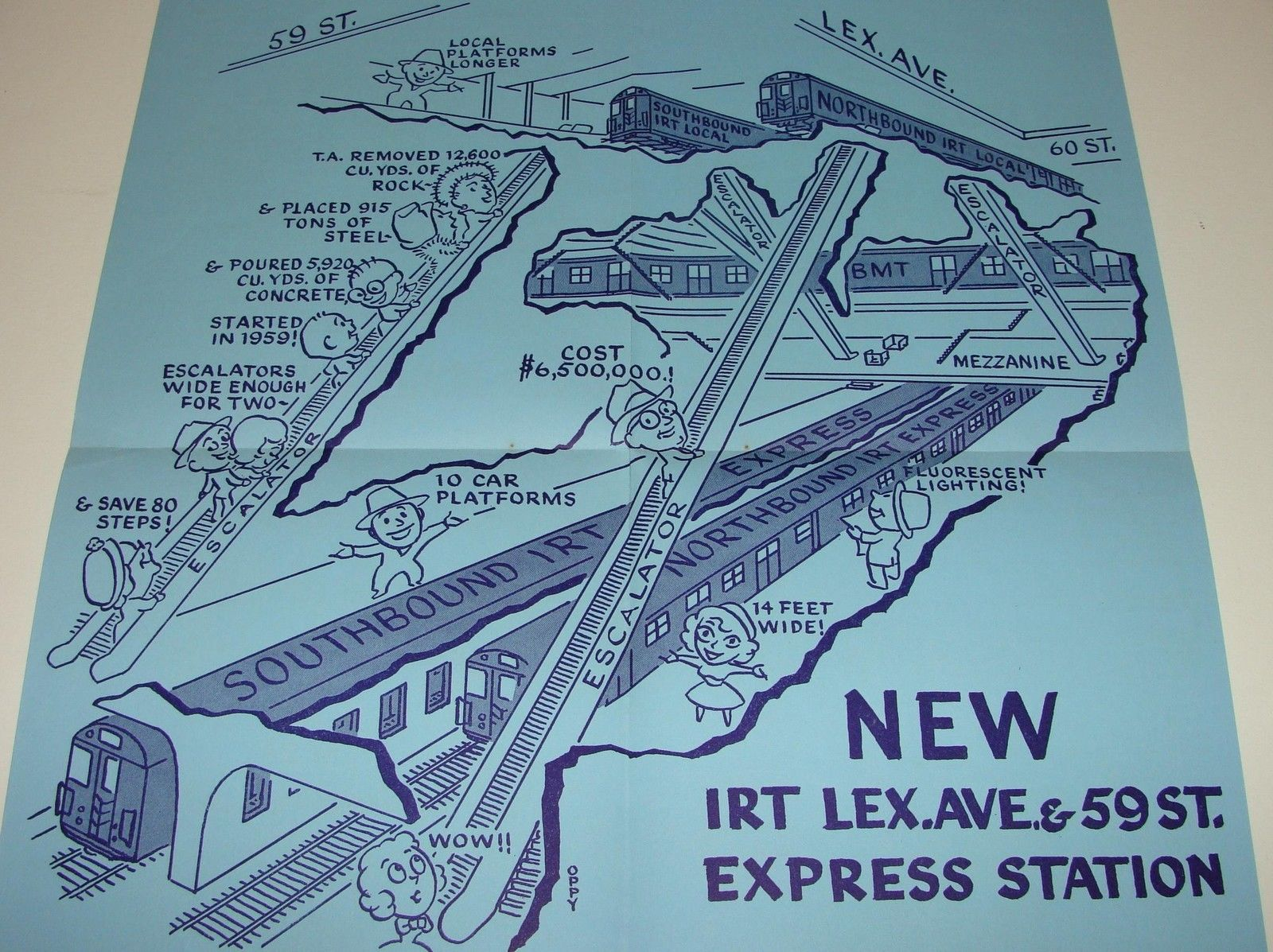
59丁目駅の急行線用プラットホーム開設を報じるパンフレット

23丁目駅、28丁目駅、33丁目駅で10両編成対応のプラットホームに延長する工事が完了し、1948年4月13日に使用開始された。
1950年代末から1960年代初めにかけて、ニューヨークシティ・トランジット・オーソリティでは1億3800万ドルをかけたレキシントン・アベニュー線近代化プロジェクトを実施した。プロジェクトの一環で、プラットホームの延長、59丁目駅における急行線プラットホームの建設、列車のスピードアップなどが実施された。ブルックリン・ブリッジ駅の改修工事は1959年5月18日に始まり、1962年9月1日に完成した。改修工事の前は、ブルックリン・ブリッジ駅の緩行線ホームは4両編成のみに対応しており、遅延の原因となっていた。プラットホームが延長され、幅も広げられて直線化され、北行のプラットホームは1962年時点で使用開始された（南行は1961年に使用開始されていた）。改修前は、北側の端でわずか5フィート（約1.5メートル）という危険な幅の島式ホームになっていた。近代化プロジェクトによりこの状態は改善され、全長は295フィート（約88.5メートル）から523フィート（約156.9メートル）に伸ばされて幅も広げられた。プラットホームの延長は、リード・ストリートのすぐ南側まで220フィート（約67メートル）実施された。これに加えて、リード・ストリートとラファイエット・ストリートに向けての新しい出口が建設され、リード・アストリートの下にBMTナッソー・ストリート線のチェンバーズ・ストリート駅と連絡する通路が設けられた。拡幅されたプラットホームの中央に、新たな跨線通路が建設され、マンハッタン・ミュニシパル・ビルディングへアクセスしやすくなった。このプラットホーム延長により、急行列車のために使われていた南側のプラットホーム延長部分の使用を打ち切ることができた。このプラットホーム延長部分は、ギャップフィラー（プラットホームと列車の隙間を埋める装置）を必要としていた。プロジェクトには600万ドルがかかり、6系統の列車を9両編成へと増結することができるようになるとともに、急行列車もこの駅ですべてのドアを開けられるようになった（これ以前は、10両中8両のみがドアを開けていた）。このプラットホーム延長の完成により、北側に隣接していたワース・ストリート駅は近過ぎるために廃止となり、これを受けてブルックリン・ブリッジ駅の名前はブルックリン・ブリッジ-ワース・ストリート駅に改称された。
1959年末に、ボウリング・グリーン駅、ウォール・ストリート駅、フルトン・ストリート駅、キャナル・ストリート駅、スプリング・ストリート駅、ブリーカー・ストリート駅、アスター・プレイス駅、グランド・セントラル駅、86丁目駅と125丁目駅のプラットホームを525フィート（約160メートル）へと延長する契約が結ばれた。同時に、ウォール・ストリート駅から86丁目駅までの間の信号装置と連動装置を近代化する事業も実施された。
1959年7月23日に、評価委員会はレキシントン・アベニュー/59丁目駅の急行ホーム建設契約を承認した。この新しいプラットホームにより、グランド・セントラル-42丁目駅の乗換混雑を緩和するとともに、急行列車とクイーンズ区方面へのBMTの列車との乗換も可能にすることを意図していた。急行用プラットホームが建設する以前でさえ、この駅は路線の中でもっとも乗降客が多かった。1959年8月10日に急行用プラットホームの建設が開始された。2本の急行用ホームは幅14フィート（約4.3メートル）、長さ525フィート（約160メートル）であった。新しい急行用プラットホームに加えて、これらのプラットホームから緩行用プラットホームやBMTブロードウェイ線への乗り換えができるようにつなぐメザニン（中二階のコンコース）がプラットホームの上に建設された。急行線ホームと緩行線ホームを結ぶ2本の高速エレベーターが整備され、さらにメザニンと緩行線プラットホームを結ぶ2本の高速エスカレーターも整備された。計画の一環として、緩行線ホームは10両編成対応に延長された。さらに、59丁目の北端と南端に新しい改札口と窓口が設けられた。このプロジェクトには650万ドルがかかり、当初の予定より3か月前倒しして1962年11月15日に供用開始された。
1991年8月28日に、14丁目-ユニオン・スクエア駅のすぐ北の急行線において4系統の列車が事故を起こし、乗客5人が死亡、215人が負傷して、1928年タイムズスクエア駅脱線事故以来の死傷者となった。この事故の結果として、新しい安全手順が導入され、自動運転の一部導入に向けて作業が進められた。

### 過密化
1942年6月13日に2番街高架線は完全に廃止となった。高架鉄道の廃止と、イースト・サイドの人口増加に伴い、レキシントン・アベニュー線の混雑は激化してきた:1–2。近接して残っていた唯一の高架鉄道であるIRT3番街線も、1955年5月13日に廃止となり、1956年に取り壊された。
イースト・サイドの住民の考えに反し、イースト・サイドにとってレキシントン・アベニュー線のみが利用可能な地下鉄線となったことから、高架鉄道線を廃止・撤去しても交通状況が改善することはなかった。高架鉄道線が取り壊されたため、何百もの高層住宅がイースト・サイドに建設され、路線沿いのビジネス街も発展し、レキシントン・アベニュー線の混雑が増すことになった:377。廃止となった2本の高架鉄道線は、2番街の地下に建設される地下鉄によって代替されることになっていた。しかし資金不足のためにこの路線は完成しなかった。1990年代に入りニューヨーク市が財政的・経済的に回復してきたことから、IND2番街線の建設を再開する動きがあった。全線が建設されれば、この路線は125丁目・レキシントン・アベニューからフィナンシャル・ディストリクトのハノーバー・スクエアまでを結ぶことになる:22。2007年に工事が始まり、2017年1月1日に最初の区間であるレキシントン・アベニュー-63丁目駅から96丁目駅までが開通した。2番街線の開通から数か月にして、レキシントン・アベニュー線のアッパー・イースト・サイドにある駅の混雑がいくぶん緩和された。2023年に完成が予定されているイースト・サイド・アクセスにより、ロングアイランド鉄道の列車がグランド・セントラル駅に入ってくることになる。さらに多くの人々がイースト・サイドにやってくることになり、レキシントン・アベニュー線の混雑が激しくなることが予想され、2番街線の必要性をさらに増すことになる:7。
レキシントン・アベニュー線の混雑はあまりに激しいため、利用者は乗車できるまで何本も列車を見送ってプラットホームで待たねばならないことがよくある。レキシントン・アベニュー線の列車の混雑率は100パーセントを超えている状況である。ニューヨーク・タイムズによれば、2017年6月から7月にかけて、平均的な平日にグランド・セントラル-42丁目駅を通る列車の10 - 15パーセントが運休となっていた。これは、ラッシュ時には1時間当たり最大13本が運休となり、列車1本あたり1,000人の乗客が他の列車に移されることになる。列車の頻度も一定ではなく、ある日には高い運行密度であるのに対して、運行間隔が長くなる日もあった。
2015年5月27日に、ニューヨーク市議会が65階建て超高層ビルのワン・ヴァンダービルトの建設計画をディベロッパーに対して承認した。MTAはビルの建設にあたってディベロッパーに対して、グランド・セントラル駅の改良費用を負担するように義務付けた。ディベロッパーのSLグリーンは2015年に、ビル建設に向けて2億2000万ドルを投じ、そのうち3分の2が駅の再設計に使われることになった。これはその時点まででニューヨーク市地下鉄に対して民間からの最大の投資であった。駅の再開発の一環として、駅の改札コンコースを拡張する余地を生み出し、ワン・ヴァンダービルト自体に2か所の新しい地下鉄出入口を設けるために、グランド・ハイアット・ニューヨークの地下階の40パーセントが取り壊されることになった。新しいビルはMTAのイースト・サイド・アクセスプロジェクトと同時開業する予定で、ワン・ヴァンダービルト建設に伴う駅改良工事により、グランド・セントラル-42丁目駅からニューヨーク市地下鉄を利用する乗客の容量をさらに65,000人以上拡大することができる。改良工事では、グランド・セントラル駅とワン・ヴァンダービルトを結ぶ地下通路、地下鉄の新しい改札コンコースと出入口、レキシントン・アベニュー線の各プラットホームと結ぶ新しい3本の階段が建設される。これにより駅の容量は1時間当たり4,000人から6,000人ほど増加し、1時間当たり1本の急行列車を増発できるようになる。これらの改良工事には2億ドル以上が費やされる。

## 駅一覧
| 凡例                                                    | 凡例                             |
| ------------------------------------------------------- | -------------------------------- |
| Stops all times                                         | 終日停車                         |
| Stops all times except late nights                      | 深夜を除き終日停車               |
| Stops late nights only                                  | 深夜のみ停車                     |
| Stops weekdays only                                     | 平日のみ停車                     |
| Stops all times except rush hours in the peak direction | ラッシュ時混雑方向以外の終日停車 |
| Stops rush hours only                                   | ラッシュ時のみ停車               |
| Stops rush hours in peak direction only                 | ラッシュ時の混雑方向のみ停車     |
| 時間帯詳細                                              |                                  |

| 所在地 （おおよその位置）                                                                                             | バリアフリー・アクセス                                                              | 駅                                                                        | プラットホーム                                                            | 停車列車                                                                  | 開業日                                                                    | 乗換および備考 |
| IRTジェローム・アベニュー線（4 5 ）とIRTペラム線（6 <6>）の合流より始まる                                             | IRTジェローム・アベニュー線（4 5 ）とIRTペラム線（6 <6>）の合流より始まる           | IRTジェローム・アベニュー線（4 5 ）とIRTペラム線（6 <6>）の合流より始まる | IRTジェローム・アベニュー線（4 5 ）とIRTペラム線（6 <6>）の合流より始まる | IRTジェローム・アベニュー線（4 5 ）とIRTペラム線（6 <6>）の合流より始まる | IRTジェローム・アベニュー線（4 5 ）とIRTペラム線（6 <6>）の合流より始まる | IRTジェローム・アベニュー線（4 5 ）とIRTペラム線（6 <6>）の合流より始まる |
| レキシントン・アベニュー・トンネル                                                                                    | レキシントン・アベニュー・トンネル                                                  | レキシントン・アベニュー・トンネル                                        | レキシントン・アベニュー・トンネル                                        | レキシントン・アベニュー・トンネル                                        | レキシントン・アベニュー・トンネル                                        | レキシントン・アベニュー・トンネル |
| --- | ----------------------------------------------------------------------------------- | ------------------------------------------------------------------------- | ------------------------------------------------------------------------- | ------------------------------------------------------------------------- | ------------------------------------------------------------------------- | --- |
| イースト・ハーレム | バリアフリー・アクセス                                                              | 125丁目駅                                                                 | 緩行/急行                                                                 | 4 5 6 <6>                                                                 | 1918年7月17日                                                             | メトロノース鉄道ハーレム125丁目駅乗換 ラガーディア空港行きM60セレクトバスサービス |
| イースト・ハーレム |                                                                                     | 116丁目駅                                                                 | 緩行                                                                      | 4 6 <6>                                                                   | 1918年7月17日                                                             | |
| イースト・ハーレム |                                                                                     | 110丁目駅                                                                 | 緩行                                                                      | 4 6 <6>                                                                   | 1918年7月17日                                                             | |
| イースト・ハーレム |                                                                                     | 103丁目駅                                                                 | 緩行                                                                      | 4 6 <6>                                                                   | 1918年7月17日                                                             | |
| アッパー・イースト・サイド                                                                                            |                                                                                     | 96丁目駅                                                                  | 緩行                                                                      | 4 6 <6>                                                                   | 1918年7月17日                                                             | |
| アッパー・イースト・サイド                                                                                            |                                                                                     | 86丁目駅                                                                  | 緩行/急行                                                                 | 4 5 6 <6>                                                                 | 1918年7月17日                                                             | M86セレクトバスサービス |
| アッパー・イースト・サイド                                                                                            |                                                                                     | 77丁目駅                                                                  | 緩行                                                                      | 4 6 <6>                                                                   | 1918年7月17日                                                             | M79セレクトバスサービス |
| アッパー・イースト・サイド                                                                                            |                                                                                     | 68丁目-ハンター・カレッジ駅                                               | 緩行                                                                      | 4 6 <6>                                                                   | 1918年7月17日                                                             | |
| ミッドタウン |                                                                                     | 59丁目駅                                                                  | 緩行/急行                                                                 | 4 5 6 <6>                                                                 | 1918年7月17日 （1962年急行線）                                            | N R W （BMTブロードウェイ線レキシントン・アベニュー/59丁目駅） メトロカード利用者は改札外乗換可能： F <F> N Q R （63丁目線レキシントン・アベニュー-63丁目駅） ルーズベルト・アイランド・トラムウェイ 開業当初は緩行のみの駅であった。1962年に下層の急行線プラットホームが開設された。                                                                                         |
| ミッドタウン | バリアフリー・アクセス                                                              | 51丁目駅                                                                  | 緩行                                                                      | 4 6 <6>                                                                   | 1918年7月17日                                                             | E M （INDクイーンズ・ブールバード線レキシントン・アベニュー/53丁目駅） |
| ミッドタウン | バリアフリー・アクセス                                                              | グランド・セントラル-42丁目駅                                             | 緩行/急行                                                                 | 4 5 6 <6>                                                                 | 1918年7月17日                                                             | 7 （IRTフラッシング線） S （42丁目シャトル） メトロノース鉄道グランド・セントラル駅およびロングアイランド鉄道グランド・セントラル・マディソン駅乗換 |
| ミッドタウン | 42丁目シャトルからの線路が南行緩行線に合流（定期運行なし）                          |                                                                           |                                                                           |                                                                           |                                                                           | |
| マーリー・ヒル |                                                                                     | 33丁目駅                                                                  | 緩行                                                                      | 4 6 <6>                                                                   | 1904年10月27日                                                            | M34セレクトバスサービス |
| ローズ・ヒル | ↓                                                                                   | 28丁目駅                                                                  | 緩行                                                                      | 4 6 <6>                                                                   | 1904年10月27日                                                            | 南行プラットホームのみADA対応 |
| グラマシー | バリアフリー・アクセス                                                              | 23丁目駅                                                                  | 緩行                                                                      | 4 6 <6>                                                                   | 1904年10月27日                                                            | M23セレクトバスサービス |
| グラマシー |                                                                                     | 18丁目駅                                                                  | 緩行                                                                      |                                                                           | 1904年10月27日                                                            | 1948年11月7日廃止 |
| ユニオンスクエア | 改札コンコースへのみエレベーターあり                                                | 14丁目-ユニオン・スクエア駅                                               | 緩行/急行                                                                 | 4 5 6 <6>                                                                 | 1904年10月27日                                                            | L （BMTカナーシー線） N Q R W （BMTブロードウェイ線） 当初は14丁目駅 |
| イースト・ヴィレッジ                                                                                                  |                                                                                     | アスター・プレイス駅                                                      | 緩行                                                                      | 4 6 <6>                                                                   | 1904年10月27日                                                            | |
| ノーホー | バリアフリー・アクセス                                                              | ブリーカー・ストリート駅                                                  | 緩行                                                                      | 4 6 <6>                                                                   | 1904年10月27日                                                            | B D F <F> M （IND6番街線ブロードウェイ-ラファイエット・ストリート駅） |
| ソーホー/リトル・イタリー                                                                                             |                                                                                     | スプリング・ストリート駅                                                  | 緩行                                                                      | 4 6 <6>                                                                   | 1904年10月27日                                                            | 急行線の線路間に撤去された軌道の跡があり、現在は信号機器室が置かれている |
| チャイナタウン | バリアフリー・アクセス                                                              | キャナル・ストリート駅                                                    | 緩行                                                                      | 4 6 <6>                                                                   | 1904年10月27日                                                            | N R W （BMTブロードウェイ線本線） N Q （BMTブロードウェイ-マンハッタン橋線） J Z （BMTナッソー・ストリート線） |
| シヴィック・センター                                                                                                  |                                                                                     | ワース・ストリート駅                                                      | 緩行                                                                      |                                                                           | 1904年10月27日                                                            | 1962年9月1日廃止 |
| シヴィック・センター                                                                                                  | バリアフリー・アクセス                                                              | ブルックリン・ブリッジ-シティ・ホール駅                                   | 緩行/急行                                                                 | 4 5 6 <6>                                                                 | 1904年10月27日                                                            | J Z （BMTナッソー・ストリート線チェンバーズ・ストリート駅) 開業当初はブルックリン・ブリッジ駅で、その後ブルックリン・ブリッジ-ワース・ストリート駅になっていた、5両編成対応の2本の対向式プラットホームが緩行線用だった時代があった、南側に廃止されたプラットホーム延長部がある                                                                                                |
| シヴィック・センター                                                                                                  |                                                                                     |                                                                           |                                                                           |                                                                           |                                                                           | |
| シヴィック・センター                                                                                                  | 緩行線の線路が急行線の線路からわかれ、終端ループ線を周って途中折り返しする（6 <6>） |                                                                           |                                                                           |                                                                           |                                                                           | |
| シヴィック・センター                                                                                                  |                                                                                     | シティ・ホール駅                                                          | 終端ループ線                                                              |                                                                           | 1904年10月27日                                                            | 1945年12月31日廃止、現在は緩行列車が途中駅折り返しのために使っており、営業停車はない、レキシントン・アベニュー線の緩行列車は1904年から1945年まで深夜以外はこの駅に停車しており、その後サウス・フェリー駅行きとなった |
| シヴィック・センター                                                                                                  |                                                                                     |                                                                           |                                                                           |                                                                           |                                                                           | |
| シヴィック・センター                                                                                                  | 急行線が続く（4 5 ）                                                                |                                                                           |                                                                           |                                                                           |                                                                           | |
| フィナンシャル・ディストリクト                                                                                        | バリアフリー・アクセス                                                              | フルトン・ストリート駅                                                    | 急行                                                                      | 4 5                                                                       | 1905年1月16日                                                             | A C （IND8番街線） J Z （BMTナッソー・ストリート線） 2 3 （IRTブロードウェイ-7番街線） デイ・ストリート通路を通じてコートランド・ストリート駅（N R W ） |
| フィナンシャル・ディストリクト                                                                                        |                                                                                     | ウォール・ストリート駅                                                    | 急行                                                                      | 4 5                                                                       | 1905年6月12日                                                             | |
| フィナンシャル・ディストリクト                                                                                        | バリアフリー・アクセス                                                              | ボウリング・グリーン駅                                                    | 急行                                                                      | 4 5                                                                       | 1905年7月10日                                                             | M15セレクトバスサービス サウス・フェリーよりスタテン島フェリー連絡 |
| 分岐してブルックリン方面へジョレールモン・ストリート・トンネル（4 5 ）経由でIRTイースタン・パークウェイ線急行線となる |                                                                                     |                                                                           |                                                                           |                                                                           |                                                                           | |
| |                                                                                     |                                                                           |                                                                           |                                                                           |                                                                           | |
| フィナンシャル・ディストリクト                                                                                        | 折り返しの急行列車（5 ）用の終端ループ線                                            | 折り返しの急行列車（5 ）用の終端ループ線                                  | 折り返しの急行列車（5 ）用の終端ループ線                                  | 折り返しの急行列車（5 ）用の終端ループ線                                  | 折り返しの急行列車（5 ）用の終端ループ線                                  | 折り返しの急行列車（5 ）用の終端ループ線 |
| フィナンシャル・ディストリクト                                                                                        |                                                                                     | サウス・フェリー駅                                                        | 終端ループ線                                                              |                                                                           | 1905年7月10日                                                             | 内側のプラットホームは1977年2月12日廃止、現在は急行列車が折り返すために使用しており営業停車はない。レキシントン・アベニュー線の列車は外側のプラットホームを1905年7月10日から1918年7月1日までと、1950年から1977年2月12日まで使用していた。外側プラットホームは2009年3月16日に廃止され、レキシントン・アベニュー線の急行列車は再び2本終端ループ線を使って折り返すようになった。 |

## フィクション
ジョン・ゴーディの書いた小説サブウェイ・パニック（原題 The Taking of Pelham One Two Three）およびそれに基づく3本の映画では、IRTペラム線のペラム・ベイ・パーク駅を午後1時23分に出発した列車がハイジャックされ、レキシントン・アベニュー線を走る。